# الجدب (يبعث)

تعديل مصدري - تعديل

الجدب هي إحدى قرى عزلة يبعث بمديرية يبعث التابعة لمحافظة حضرموت، بلغ تعداد سكانها 102 نسمة حسب تعداد اليمن لعام 2004.